# Durin VI
Durin VI es un personaje ficticio del universo imaginario creado por el escritor británico J. R. R. Tolkien. Se trata de un enano, rey de Khazad-dûm.

## Historia
Durin VI nació en el año 1731 de la Tercera Edad del Sol. Durante su reinado el poder de Sauron volvía a hacerse notar sobre la Tierra Media, y aunque la presencia del Bosque Negro aún no era demasiado fuerte todas las criaturas malignas ya se agitaban. Durin ordenó que se excavara en la zona de Barazimbar para conseguir mithril. Los Enanos cavaron tan profundo que despertaron a un balrog de Morgoth huido de Thangorodrim que estaba en las profundidades, o simplemente le liberaron de su prisión tras haber sido ya despertado por Sauron. Ese mismo balrog mató a Durin VI en el año 1980, y por ese motivo se le empezó a conocer como El Daño de Durin. Náin I, hijo de Durin, le sucedió en el trono.